# Bayana
Bayana (Hindi: बयाना) ist eine nordindische Stadt mit etwa 40.000 Einwohnern im Distrikt Bharatpur im Osten Rajasthans.

## Lage
Bayana liegt etwa 45 km (Fahrtstrecke) südwestlich von Bharatpur bzw. etwa 82 km südwestlich von Mathura (Uttar Pradesh) am Ostrand des Aravalligebirges in einer Höhe von etwa 205 m ü. d. M.; die Millionenstadt Jaipur befindet sich knapp 180 km westlich. Das Klima ist eher trocken und warm; Regen fällt nahezu ausschließlich während der sommerlichen Monsunzeit.

## Bevölkerung
Offizielle Bevölkerungsstatistiken werden erst seit 1991 geführt und veröffentlicht.
| Jahr      | 1991   | 2001   | 2011   |
| Einwohner | 26.529 | 33.716 | 38.502 |

Die Hindi und Urdu sprechende Bevölkerung besteht zu etwa 96 % aus Hindus, zu 2,8 % aus Moslems und zu knapp 1 % aus Jains; zahlenmäßig kleine Minderheiten bilden Christen, Sikhs, Buddhisten und andere. Wie bei Volkszählungen im Norden Indiens üblich, liegt der männliche Bevölkerungsanteil etwa 12 % höher als der weibliche.

## Wirtschaft
Traditionell ist die Grundlage des Lebens die in den Dörfern der Umgebung betriebene Landwirtschaft; in der Stadt haben sich Handwerker, Händler und kleinere Dienstleistungsunternehmen angesiedelt. Der Tourismus spielt nur eine untergeordnete Rolle.

## Geschichte
Bayana (früher Shripatha oder Shriprashtha; später auch Bijayagadh) ist eine alte Stadt: Abu 'l-Fazl berichtet, dass sie die Hauptstadt eines großen, von den Jadon-Rajputen beherrschten Gebietes war, zu dem auch Agra gehörte. Im Rahmen der islamischen Feldzüge Mahmud von Ghaznis im Nordwesten des indischen Subkontinents wurde die Stadt zu Beginn des 11. Jahrhunderts erobert. Später kam sie unter die Herrschaft des im Jahr 1206 gegründeten Sultanats von Delhi. Während der Mogul-Herrschaft gehörte sie zur Provinz Agra. Im 18. Jahrhundert kam Bayana kurzzeitig unter die Herrschaft der Marathen und dann des Jat-Fürstentums von Bharatpur. Nach der Schlacht von Deeg (1804) übernahmen die Briten die Kontrolle über den Fürstenstaat, der 1949 in den Bundesstaat Rajasthan integriert und im Jahr 1956 aufgelöst wurde.

## Sehenswürdigkeiten
- Aus dem Jahr 372/3 n. Chr. stammt eine Säule (Bhim Lat) mit einer Inschrift des Kleinkönigs Vishnuvardhana, der vom Gupta-Herrscher Samudragupta (reg. 335–375/80) abhängig war.
- Ein mittelalterlicher Hindu-Tempel (Usha Mandir) stammt möglicherweise noch aus der Mitte des 10. Jahrhunderts.
- Das in seinen Ursprüngen noch mittelalterliche, später jedoch wiederholt erneuerte und verstärkte Bijayagarh-Fort erhebt sich auf einem Hügel bei der Stadt. Der Großmogul Babur zählte es unter die größten Befestigungsanlagen seines Reiches.
- Die Nohara Masjid wurde möglicherweise noch während der Herrschaft Qutb ud-Din Aibaks (reg. 1206–1210) über das Sultanat von Delhi erbaut.
- Ein Mausoleum erinnert an Abubakr Kandahari; dieser war Mitstreiter bei der Eroberung der Region durch Qutb ud-Din Aibak zu Beginn des 13. Jahrhunderts und wird heute von vielen als heilig verehrt.
- Ein unvollendetes Minarett trägt den Namen Lodi Minar und erinnert an die Oberhoheit der um 1520 in Delhi residierenden Lodi-Dynastie.